# 38 d'Àries
38 d'Àries (38 Arietis) és una estrella de la constel·lació d'Àries. Té una magnitud aparent de 5,17.